# Tobías Ostchega
Tobías Ostchega (Córdoba, 26 agosto 1998) è un calciatore argentino, difensore del Belgrano.

## Carriera
Ostchega è cresciuto nel settore giovanile del Belgrano, con cui ha firmato il primo contratto professionistico nel luglio del 2019. Ha debuttato in prima squadra il 9 febbraio 2020 nell'incontro di Primera B Nacional vinto 1-0 contro il San Martín (SJ). Nel 2021 è stato ceduto in prestito all'Estudiantes (BA) ed al rientro a Belgrano ha prolungato il contratto fino al 2024.
Nel 2023 è stato prestato al Nueva Chicago con cui, il 16 ottobre, ha segnato il suo primo gol in carriera nel successo per 2-1 contro l'Estudiantes (RC). Nel 2024 è andato in prestito al neopromosso Independiente Rivadavia.

## Statistiche

### Presenze e reti nei club
Statistiche aggiornate al 9 dicembre 2024.
| Stagione        | Squadra                 | Campionato      | Campionato | Campionato | Coppe nazionali | Coppe nazionali | Coppe nazionali | Coppe continentali | Coppe continentali | Coppe continentali | Altre coppe | Altre coppe | Altre coppe | Totale | Totale | Totale |
| Stagione        | Squadra                 | Comp            | Pres       | Reti       | Comp            | Pres            | Reti            | Comp               | Pres               | Reti               | Comp        | Pres        | Reti        | Pres   | Reti   |        |
| --------------- | ----------------------- | --------------- | ---------- | ---------- | --------------- | --------------- | --------------- | ------------------ | ------------------ | ------------------ | ----------- | ----------- | ----------- | ------ | ------ | ------ |
| 2020            | Belgrano                | PBN             | 1          | 0          | CA              | 0               | 0               | -                  | -                  | -                  | -           | -           | -           | 1      | 0      |        |
| 2021            | Estudiantes (BA)        | PBN             | 12         | 0          | CA              | 1               | 0               | -                  | -                  | -                  | -           | -           | -           | 13     | 0      |        |
| 2022            | Belgrano                | PBN             | 11         | 0          | CA              | 0               | 0               | -                  | -                  | -                  | -           | -           | -           | 11     | 0      |        |
| Totale Belgrano | Totale Belgrano         | Totale Belgrano | 12         | 0          |                 | 0               | 0               |                    | -                  | -                  |             | -           | -           | 12     | 0      |        |
| 2023            | Nueva Chicago           | PBN             | 31         | 1          | CA              | 0               | 0               | -                  | -                  | -                  | -           | -           | -           | 31     | 1      |        |
| 2024            | Independiente Rivadavia | PD              | 24         | 0          | CA+CdL          | 1+10            | 0               | -                  | -                  | -                  | -           | -           | -           | 35     | 0      |        |
| Totale carriera | Totale carriera         | Totale carriera | 79         | 1          |                 | 12              | 0               |                    | -                  | -                  |             | -           | -           | 91     | 1      |        |